# 神谷村 (高知県)
神谷村（こうのたにむら）は、高知県吾川郡にあった村。現在のいの町の南西部、仁淀川の左岸にあたる。

## 地理
- 河川：仁淀川

## 歴史
- 1889年（明治22年）4月1日 - 町村制の施行により、神谷村・賀田村・小野村・鹿敷村の区域をもって発足。
- 1928年（昭和3年）4月1日 - 十六村が分割され、大字中追・成山を編入。同日十六村廃止。
- 1954年（昭和29年）10月1日 - 伊野町に編入。同日神谷村廃止。